# DVM/NWH

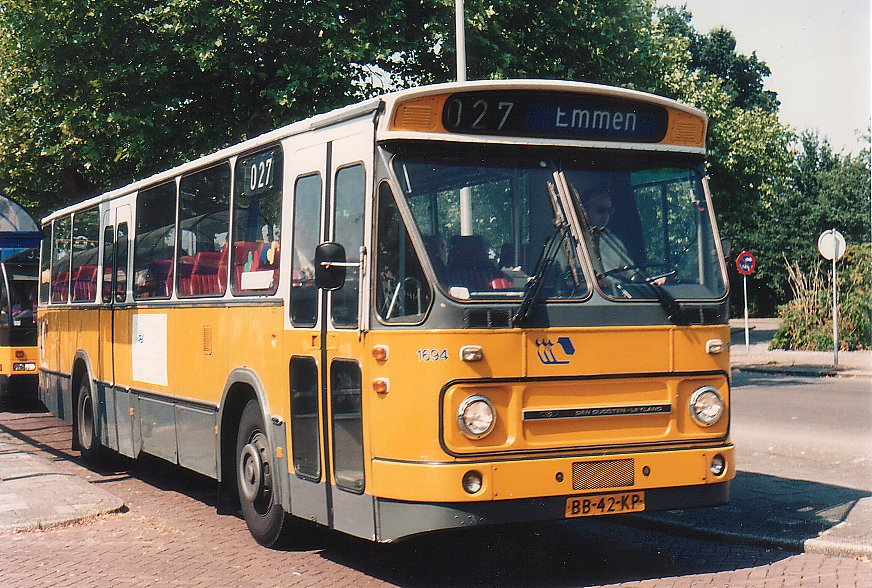
Leyland / Den Oudsten bus 1694 van de DVM te Hoogeveen

DVM/NWH was de op 1 januari 1992 gevormde fusie tussen de Drentse Vervoer Maatschappij (DVM) uit Meppel en Vervoermaatschappij De Noord-Westhoek (NWH) uit Zwartsluis. Ze had buslijnen in het gebied omsloten door Groningen, Emmen, Coevorden, Zwolle, Emmeloord en Steenwijk. In combinatie met de GADO werden diensten gereden tussen Groningen en Emmen en tussen Assen en Stadskanaal.
Per 1 januari 1996 fuseerde de DVM/NWH met de FRAM tot VEONN. Per 30 september 1998 werd de VEONN overgenomen door Arriva en per 22 april 1999 begonnen de bussen ook deze naam te voeren.